# آسپاروهووو (استان مونتانا)
آسپاروهووو (به بلغاری: Asparuhovo) یک منطقهٔ مسکونی در بلغارستان است که در استان مونتانا واقع شده‌است.
 آسپاروهووو  ۵۴۰ نفر جمعیت دارد و ۱۳۰ متر بالاتر از سطح دریا واقع شده‌است.